# Arthur Hoffmann (Politiker)

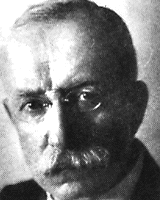
Arthur Hoffmann

Arthur Hoffmann (* 19. Juni 1857 in St. Gallen; † 23. Juli 1927 ebenda; heimatberechtigt in St. Gallen) war ein Schweizer Politiker (FDP) und Rechtsanwalt. Neben seiner beruflichen Tätigkeit gehörte er von 1886 bis 1911 dem Grossen Rat des Kantons St. Gallen an und präsidierte diesen drei Mal. 1896 wurde er vom Grossen Rat in den Ständerat gewählt, dem er 1902/03 als Ständeratspräsident vorstand. Auf nationaler Ebene nahm er eine führende Rolle bei den Beratungen um das Zivilgesetzbuch und das Obligationenrecht ein. 1911 wählte ihn die Bundesversammlung als Nachfolger des verstorbenen Ernst Brenner in den Bundesrat. Hoffmann stand zunächst dem Justiz- und Polizeidepartement vor, ab 1912 dem Militärdepartement.
1914 amtierte Hoffmann als Bundespräsident und übernahm im selben Jahr die Leitung des Politischen Departements. Er galt als dominierende Figur innerhalb des Bundesratskollegiums – ein Eindruck, der sich nach dem Ausbruch des Ersten Weltkriegs weiter verstärkte. Getrieben von persönlichem Ehrgeiz und dem Wunsch, sich international als Friedensstifter einen Namen zu machen, betrieb er ohne Wissen seiner Regierungskollegen Geheimdiplomatie und unternahm mehrere Vermittlungsversuche zwischen den kriegführenden Staaten. Als er 1917 versuchte, zusammen mit dem sozialdemokratischen Politiker Robert Grimm an der Ostfront einen Separatfrieden zwischen dem Deutschen Reich und der provisorischen russischen Regierung auszuhandeln, flog er auf. Die Grimm-Hoffmann-Affäre sorgte für einen internationalen Skandal und zwang ihn zum sofortigen Rücktritt.

## Biografie

### Familie, Studium und Beruf
Hoffmann entstammte einer hoch angesehenen Advokatenfamilie mit Wurzeln in der deutschen Stadt Frankfurt am Main. Er war das jüngste von fünf Kindern des Politikers Karl Hoffmann (1820–1895), der nach seiner Einbürgerung im Jahr 1844 bis zum Ständerat des Kantons St. Gallen aufstieg und 1881 zum Bundesrat gewählt wurde, die Wahl aber ablehnte. Die Mutter Sabine Elisabeth Steinlin war die Tochter eines St. Galler Fabrikanten. Arthur Hoffmann erlebte eine unbeschwerte Jugend in einem wohlhabenden, grossbürgerlichen Elternhaus und absolvierte die Kantonsschule St. Gallen. Das Mitglied der Schülerverbindung Rhetorika war von kleiner Statur und introvertiert, aber auch eigenwillig. Da ihm das couleurtragende Studentenleben nicht behagte, trat er später auch keiner Studentenverbindung bei, obwohl das damals üblich war.
Ursprünglich wollte Hoffmann reformierter Pfarrer werden. Er begann dann aber, beeinflusst durch seinen Vater, Rechtswissenschaft zu studieren. Dabei besuchte er nacheinander die Universitäten Genf, München, Leipzig und Strassburg. 1880 schloss er an der Universität Zürich mit dem Doktorat ab. Daraufhin trat er in die väterliche Anwaltskanzlei ein und begann als Rechtsanwalt zu arbeiten. 1884 heiratete er Frieda Clementine Moosherr, die Tochter eines Arztes aus St. Gallen. Aus der Ehe gingen zwei Töchter und ein Sohn hervor. In der Schweizer Armee stieg er bis 1899 in den Rang eines Obersten auf.

### Kantons- und Bundespolitik
Hoffmann profitierte vom Prestige seines Vaters und begann im Jahr 1884 seine eigene politische Karriere, als er den Liberalen Verein der Stadt St. Gallen gründete und zu dessen Präsidenten gewählt wurde. Den Verein gliederte er 1890 in die neue Freisinnig-Demokratische Partei (FDP) des Kantons St. Gallen ein. Daraufhin stand er dieser bis 1905 vor. Ebenso gehörte er von 1894 bis 1907 dem Zentralvorstand der schweizerischen FDP an. Auf lokaler Ebene war er Mitglied der Rechnungskommission und der Schulgemeinde. 1886 folgte die Wahl in den Grossen Rat – im selben Jahr, als sein Vater dieses Gremium präsidierte. Daraufhin gehörte Hoffmann der kantonalen Legislative ein Vierteljahrhundert lang an, wobei er sich vor allem als Mitglied der staatswirtschaftlichen Kommission einen hervorragenden Ruf erwarb. Daneben war er von 1887 bis 1890 an der Ausarbeitung einer neuen Kantonsverfassung beteiligt. Den Grossen Rat präsidierte er in den Jahren 1892, 1898 und 1904.
Im August 1902 kandidierte Hoffmann für den Regierungsrat, unterlag jedoch dem katholisch-konservativen Kandidaten Anton Messmer, der von den Demokraten und Sozialdemokraten unterstützt worden war. Am 20. Mai 1896 wählte der Grosse Rat Hoffmann in den Ständerat, knapp sechs Jahre nach dem Rücktritt seines Vaters. Auf Bundesebene zeichnete er sich durch grossen Fleiss aus. Er gehörte nicht weniger als 84 Kommissionen an, von denen er 22 präsidierte. Insbesondere sorgte er massgeblich dafür, dass der Ständerat das Obligationenrecht und das  Zivilgesetzbuch verabschiedete. Ausserdem war er Berichterstatter der Militärkommission. Auch zu Fragen der Verkehrs- und Sozialpolitik äusserte er sich regelmässig. 1902/03 amtierte er als Ständeratspräsident.

### Erste Jahre im Bundesrat

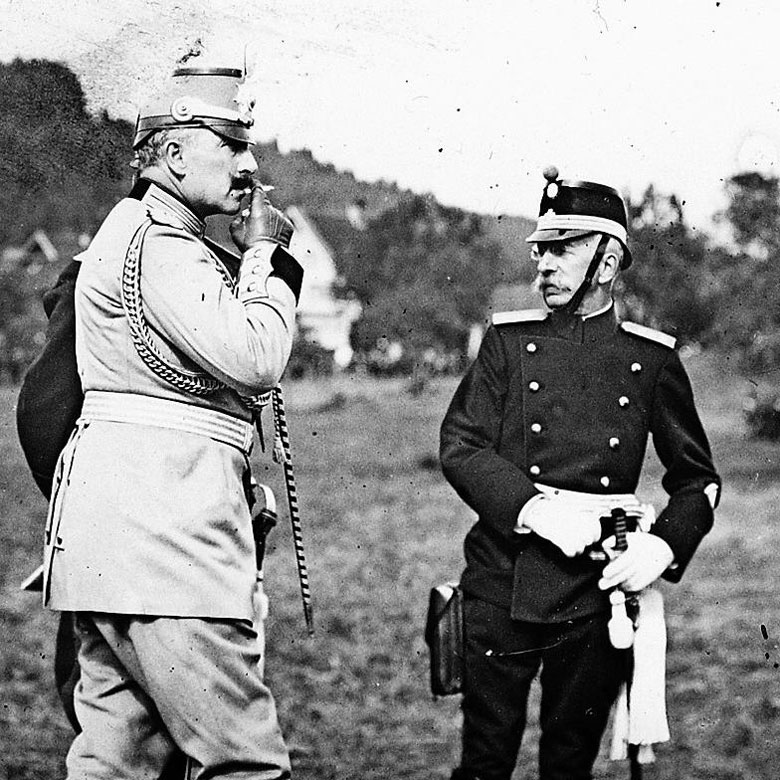
Arthur Hoffmann (rechts) mit dem deutschen Kaiser Wilhelm II. beim Kaisermanöver (1912)

Nach dem Tod von Ernst Brenner war ein Sitz im Bundesrat frei geworden. Hoffmann, der sich in allen politischen Lagern aussergewöhnlicher Wertschätzung erfreute, war der einzige nennenswerte Kandidat für dessen Nachfolge. Die Wahl am 4. April 1911 durch die Bundesversammlung war reine Formsache: Dabei erhielt er im einzigen Wahlgang 186 von 192 gültigen Stimmen. Bis heute ist nie ein Bundesrat mit einem besseren Ergebnis gewählt worden. Fünf Wochen nach der Vereidigung übernahm er am 8. Mai die Leitung des Justiz- und Polizeidepartements. In dieser Funktion führte er Vollzugsmassnahmen für die Einführung des Zivilgesetzbuches und des Obligationenrechts durch, die beide zu Beginn des Jahres 1912 in Kraft traten. Auch setzte er eine Expertenkommission zur Vereinheitlichung des Strafrechts ein.
Im Bundesratskollegium übte Hoffmann von Anfang an einen dominierenden Einfluss aus. Biograf Paul Widmer schreibt, dass ihm «niemand das Wasser reichen konnte» – nur mit Edmund Schulthess, der selbst einen grossen Geltungsdrang hatte, kam es wiederholt zu Auseinandersetzungen. Am 1. Januar 1912 wechselte Hoffmann zum Militärdepartement. Als Verteidigungsminister erarbeitete er Richtlinien für höhere Truppenkommandanten und setzte im Parlament eine Militärversicherung durch, welche die Kosten von Unfällen während der Dienstzeit übernahm. Im September 1912 begleitete er den deutschen Kaiser Wilhelm II. beim Kaisermanöver im Toggenburg. Als sich die internationale Lage durch den ersten Balkankrieg zu verschärfen begann, ordnete er einen Monat später Massnahmen an, um im Kriegsfall die Versorgung von Armee und Bevölkerung mit Brot sicherzustellen. Positiv stand er militärischen Beobachtermissionen gegenüber, weil er sich dadurch Rückschlüsse auf die Richtigkeit der eigenen Massnahmen erhoffte.

### Aussenminister
Die Bundesversammlung wählte Hoffmann mit 180 von 185 Stimmen zum Bundespräsidenten für das Jahr 1914. Wie seit der Gründung des Bundesstaates üblich (mit Ausnahme der Jahre 1888 bis 1896) war damit auch die Leitung des Politischen Departements verbunden. Er wäre somit nur für die Dauer seines Präsidialjahres Aussenminister gewesen und anschliessend zum Militärdepartement zurückgekehrt. Das im März 1914 vom Parlament verabschiedete Gesetz über die Organisation der Bundesverwaltung setzte dieser Tradition jedoch ein Ende. Es legte fest, dass alle internationalen Aufgaben den übrigen Departementen entzogen und dem Politischen Departement übertragen wurden. Somit war der Aussenminister nicht mehr nur rein repräsentativ und es bestand kein Grund mehr, jedes Jahr den Amtsinhaber zu wechseln.
Als Bundespräsident eröffnete Hoffmann am 15. Mai die Schweizerische Landesausstellung 1914 in Bern. Zweieinhalb Monate später brach der Erste Weltkrieg aus und die Regierung ordnete am 1. August die Mobilmachung an. Ebenso musste die Bundesversammlung einen General wählen. Als klarer Favorit für den Posten galt Theophil Sprecher von Bernegg. Hoffmann setzte sich jedoch hinter den Kulissen energisch für Ulrich Wille ein, der aufgrund seiner offenen Sympathie zum Deutschen Reich, seiner harten Linie in Disziplinarfragen und seiner autoritären Staatsvorstellungen vor allem in der Romandie und bei den Sozialdemokraten sehr umstritten war. Der Bundespräsident schreckte nicht vor Intrigen zurück, doch für seine Haltung sprachen durchaus mehrere Gründe: Er rechnete mit einem raschen deutschen Sieg, hatte als Reserveoffizier unter Wille gedient und war von dessen Fähigkeiten überzeugt. Vor der Neutralitätskommission führte er aus, der Kaiser habe die Neutralität der Schweiz vollständig anerkannt; ausserdem sei es Willes Verdienst, dass die Deutschen glaubten, die Schweiz besitze eine genügend starke Armee, um sich zu verteidigen. Bei der Generalswahl vom 3. August 1914 erhielt Wille schliesslich fast doppelt so viele Stimmen wie Sprecher.
Während des Krieges betrieb Hoffmann zwei unterschiedliche Arten von Aussenpolitik. In der Öffentlichkeit hielt er die bedingungslose Neutralität der Schweiz hoch und protestierte auch nicht, als die Deutschen das neutrale Belgien überrannten. Aktiv zeigte er sich auf dem Gebiet der humanitären Hilfe, wozu unter anderem die Unterstützung von Schwerverwundeten oder Heimzuschaffenden gehörte. Getrieben von persönlichem Ehrgeiz und dem Wunsch, sich international als Friedensstifter einen Namen zu machen, praktizierte er auch Geheimdiplomatie – ohne seine Bundesratskollegen jemals davon in Kenntnis zu setzen. Bis Februar 1917 unternahm Hoffmann vier erfolglose Vermittlungsversuche, von denen die Öffentlichkeit nichts erfuhr und bei denen er die Verantwortung auf Diplomaten vor Ort abschieben konnte. Wie Post- und Eisenbahnminister Ludwig Forrer in seinen Notizen festhielt, entfernte sich Hoffmann immer mehr vom Kollegialitätsprinzip. Er handelte in gewissen Angelegenheiten eigenmächtig, informierte die anderen Bundesräte oft ungenügend, zu spät oder überhaupt nicht und ging in den Regierungssitzungen wiederholt nicht auf Vorschläge anderer ein.

### Diplomatische Affäre und Rücktritt
Mit Hoffmanns Billigung reiste der sozialdemokratische Politiker Robert Grimm im Mai 1917 über Stockholm in die russische Hauptstadt Petrograd, um mit der provisorischen Regierung von Alexander Kerenski über die Rückkehr russischer Exilanten zu verhandeln, die in der Schweiz Zuflucht gefunden hatten. Ebenso strebte er nach einem Separatfrieden an der Ostfront zwischen Russland und dem Deutschen Reich, um die Februarrevolution zu sichern. Hoffmann teilte diese Absicht, wenn auch aus einem anderen Grund: Er war überzeugt davon, dass der Schweiz ein «Notrecht auf Frieden» zustehe und sie berechtigt sei, sich in jedem Fall um Frieden zu bemühen. Grimm erhielt den Auftrag, die Absichten Kerenskis zu sondieren. Am 26. Mai teilte er in einem Telegramm mit, es sei ein Friedensbedürfnis vorhanden, das aber von den deutschen Kriegszielen abhänge. In einer eigenhändig verfassten und chiffrierten Depesche antwortete Hoffmann am 3. Juni 1917, dass die Deutschen keine Offensive planten, keine Gebietsansprüche hätten und die Friedensaussichten gut seien. Dabei stützte er sich auf Kontakte in der deutschen Gesandtschaft.
Am 16. Juni erschien der Wortlaut von Hoffmanns Telegramm in der Parteizeitung der schwedischen Sozialdemokraten. Wer die Indiskretion begangen hatte, ist nie restlos aufgeklärt worden. Vermutet wird, dass der Portier der schweizerischen Gesandtschaft den Text dem französischen Rüstungsminister Albert Thomas ausgehändigt hatte. Das Auffliegen der Geheimdiplomatie sorgte für einen politischen Skandal. Die Entente-Mächte interpretierten die Geschehnisse als einseitige Parteinahme für die Mittelmächte, vor allem die britische Regierung warf der Schweiz Neutralitätsbruch vor. In der Schweiz herrschte Unverständnis über Hoffmanns eigenmächtiges Handeln. Politiker aus der Romandie, die spätestens seit der Obersten-Affäre von 1916 von der Deutschfreundlichkeit der Regierung und der Armeeführung überzeugt waren, sahen sich bestätigt. In der Bundesratssitzung vom 18. Juni gab Hoffmann seinen Rücktritt bekannt. Er habe als Privatmann gehandelt, weshalb er bereit sei, die Konsequenzen zu ziehen. Am Tag darauf setzte Bundespräsident Schulthess die Öffentlichkeit davon in Kenntnis und fügte hinzu, dass der Gesamtbundesrat sich offiziell von ihm distanziere. Keiner habe von der Aktion des Aussenministers Kenntnis gehabt und sie wäre auch sonst nicht gebilligt worden. Hoffmanns Gesinnung sei aber über alle Zweifel erhaben gewesen.

### Weitere Tätigkeiten
Hoffmann zog nach St. Gallen zurück und begann dort wieder als Rechtsanwalt zu arbeiten. Seine Heimatstadt, das Zentrum der Stickerei-Industrie, durchlebte seit Kriegsbeginn eine schwere Wirtschaftskrise. Die Vereinigung schweizerischer Stickereiexporteure wählte Hoffmann zu ihrem Präsidenten. Diese Aufgabe war sehr arbeitsintensiv: Er vereinbarte neue Arbeitsverträge mit den kaufmännischen Angestellten der Stickereibranche, stellte Tarife für die Zulieferbetriebe auf und war an den Verhandlungen über den Achtstundentag beteiligt. 1922 beauftragte ihn der Bundesrat mit den Vorarbeiten zur Revision von Teilen des Obligationenrechts. 1925 musste er sich einer Darmoperation unterziehen, erholte sich aber gut. Zwei Jahre später erkrankte er ein weiteres Mal und starb schliesslich am 23. Juli 1927 im Alter von 70 Jahren.